# Klaus Fritzinger

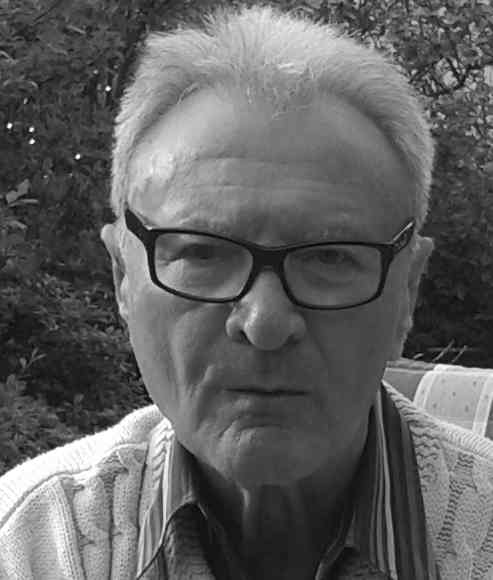
Klaus Fritzinger im Sommer 2013

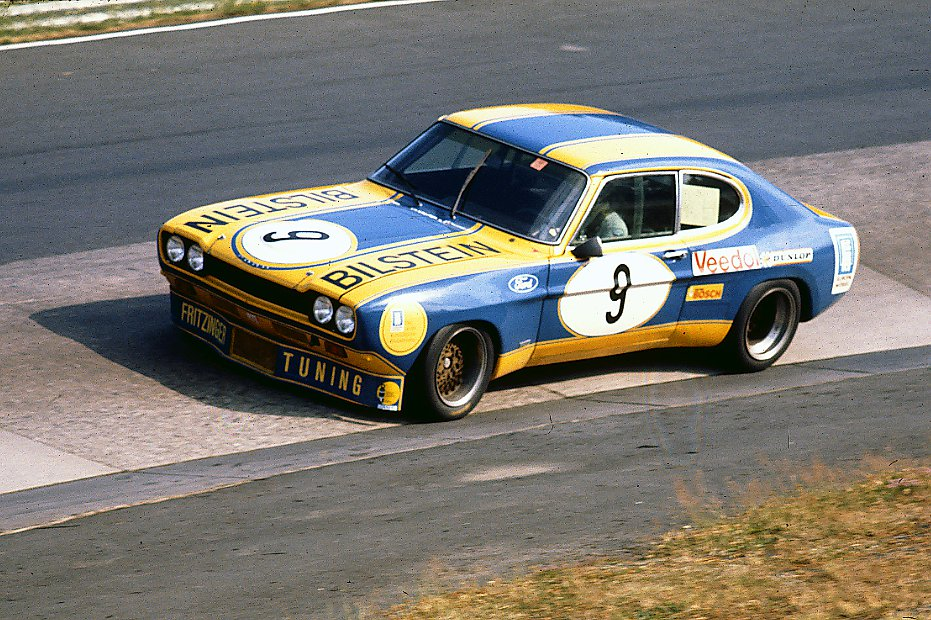
Der Ford Capri von Klaus Fritzinger und Hans Heyer beim 6-Stunden-Rennen auf dem Nürburgring 1973

Klaus Fritzinger (* 8. Januar 1937 in Kaiserslautern; † 9. Januar 2015 ebenda) war ein deutscher Fußballspieler, Automobilrennfahrer und Unternehmer.

## Fußballerkarriere
Der Kaiserslauterer Klaus Fritzinger spielte als Fußballer unter anderem bei den Vereinen 1. FC Kaiserslautern (Fußball-Oberliga Südwest, damals zusammen mit weiteren Staffeln die höchste deutsche Fußballliga), FC 08 Homburg (2. Oberliga Südwest), 1. FC Saarbrücken (Oberliga Südwest) und SV Saar 05 Saarbrücken (Regionalliga Südwest). In der Oberliga debütierte er in der Saison 1956/57 beim 1. FCK beim 10:1-Heimerfolg gegen Sportfreunde Saarbrücken. Dabei erzielte er als Verteidiger an der Seite von Horst Eckel, Fritz und Ottmar Walter einen Treffer. Als er in der Saison 1960/61 beim 1. FC Saarbrücken als Neuzugang aktiv war, kam er in neun Ligaspielen zum Einsatz. Mit Saarbrücken gewann er mit Mitspielern wie Werner Hesse, Erich Rohe, Herbert Martin und Heinz Vollmar die Meisterschaft in der Oberliga Südwest. Insgesamt bestritt der vorwiegend in der Verteidigung eingesetzte Spieler von 1960 bis 1963 beim 1. FC Saarbrücken 25 Ligaspiele und erzielte zwei Tore. Beim SV Saar 05 Saarbrücken, dort spielte er in der zweitklassigen Regionalliga Südwest von 1963 bis 1966 und absolvierte 62 Ligaspiele, teilte Fritzinger schließlich seinem Trainer Otto Knefler die Entscheidung mit, mit dem Fußball aufzuhören. Eine Rolle spielten dabei Knieprobleme, unter denen er seit einem Autounfall litt.

## Rennfahrerkarriere
1966 startete er seine Rennfahrerlaufbahn im Tourenwagen-Motorsport. Seine ersten Rennläufe bestritt er mit einem Ford GT40 in der GT+2.0-Klasse der Deutschen Automobil-Rundstrecken-Meisterschaft (DARM). Im darauf folgenden Jahr gelang ihm der erste Sieg in Mainz-Finthen in einem Shelby GT-350. Mit dem Jahr 1971 wechselte er auf einen Ford Capri RS 2600, und mit der Gründung der Deutschen Rennsport-Meisterschaft (DRM) nahm er dort an allen Rennläufen der 1. Division teil. Er fuhr dort regelmäßig auf Podiumsplätze, und im Rennen in Kassel-Calden gewann er seinen einzigen DRM-Sieg. In der Saison 1972 erreichte Fritzinger auch sein bestes Ergebnis in der DRM und seinen größten Rundstreckenrennerfolg. Hinter Hans-Joachim Stuck platzierte er sich auf dem 2. Gesamtplatz und sicherte sich den Vize-Meistertitel. In den Jahren 1973 und 1974 fuhr er weiter in der DRM; zuletzt mit einem Toyota Celica GT in der 2. Division.
Daneben nahm er auch regelmäßig von 1970 bis 1974 an einigen Rennen in der Tourenwagen-Europameisterschaft teil. Danach beendete er sein Engagement im Rundstrecken-Motorsport. Seine letzten Starts bei Rundstreckenrennen bestritt er 1984 und 1985 für Toyota bei den 24-Stunden-Rennen von Spa-Francorchamps mit einem Toyota Corolla.
Seine ersten Erfahrungen im Rallye-Sport sammelte Fritzinger bereits 1971 noch auf einem Ford Capri RS 2600. 1974 wechselte er auf Toyota und fuhr in den nächsten Jahren nur noch in Rallye-Läufen.
In den Jahren 1978, 1979 und 1985 gewann er zusammen mit seinem Copiloten Henning Wünsch die Rallye Tour d’Europe. Diese drei Siege waren seine größten Rallyesport-Erfolge. Er nahm in seiner Rallyesportkarriere 20 mal an Rallye-Weltmeisterschaftsläufen teil. Darunter startete er insgesamt 17 Mal von 1969 bis 1986 und nach einer Unterbrechung wieder 1989 und 1990 bei der Rallye Monte Carlo. Sein bestes Ergebnis – den 12. Gesamtplatz – erreichte er dort 1983 mit seinem Beifahrer Henning Wünsch auf einem Toyota Celica 2000 GT. Seine letzte Rallye Monte Carlo fuhr er 1990 zusammen mit SWR-3-Moderatorin Stefanie Tücking. 1987 bis 1990 nahm er auch an vier Läufen der ADAC-Rallye Deutschland teil. Der 13. Platz bei seiner letzten Teilnahme war auch seine beste Platzierung, die er zusammen mit Hans-Dieter Stock auf einen Toyota Celica GT-4 dort erfuhr.
Fritzinger startete auch in der Deutschen Rallye-Meisterschaft, bei der er 1981 mit einem Toyota Celica auf den 8. Platz fuhr.
Anfang der 1990er Jahre beendete er seine Rennfahrerkarriere, fuhr aber gelegentlich noch historische Rallys im Wettbewerb. Beruflich leitete ein Autohaus in Kaiserslautern und war Mitinhaber eines Unternehmens, das aus Recycling-Kunststoff Streckenbegrenzungselemente für Kartbahnen herstellt und vertreibt. Das entsprechende Begrenzungselemente-System hatte er selbst entwickelt. Klaus Fritzinger lebte bis zu seinem Tod in seiner Heimatstadt Kaiserslautern.